# Stripper (chanson)
Stripper est la chanson représentant Saint-Marin au Concours Eurovision de la chanson 2022. Elle est interprétée par le chanteur italien Achille Lauro.

## Sélection
Le 22 septembre 2021, les détails de la sélection sont publiés par le diffuseur. Dès leur sélection les artistes sont divisés en deux catégories : « émergents » — Emergenti — et « grands » — Big —. Neuf artistes de chaque catégorie participeront à la grande finale, prévue le 19 février 2022,.
Les artistes de la catégorie Big sont annoncés le 8 février 2022. Achille Lauro en fait partie.
La grande finale se déroule le 19 février 2022 au Théâtre Nouveau de Dogana, à Serravalle. Les résultats sont déterminés par le vote d'un jury de cinq professionnels.
| Ordre | Artiste                               | Chanson                       | Points | Place |
| ----- | ------------------------------------- | ----------------------------- | ------ | ----- |
| 1     | Elena & Francesco Faggi               | Nothing Can Blow Me Out       | 31     | 11    |
| 2     | Matteo Faustini                       | L'ultima parola               | 35     | 5     |
| 3     | Aaron Sibley                          | Pressure                      | 39     | 3     |
| 4     | Ivana Spagna                          | Seriously in Love             | 37     | 4     |
| 5     | Vina Rose                             | Sweet Denial                  | 34     | 7     |
| 6     | Cristina Ramos                        | Heartless Game                | 31     | 11    |
| 7     | Alessia Labate                        | World Falls Down              | 27     | 17    |
| 8     | Achille Lauro                         | Stripper                      | 41     | 1     |
| 9     | Mate                                  | DNA                           | 27     | 17    |
| 10    | Tony Cicco, Deshedus & Alberto Fortis | Sono un uomo                  | 33     | 9     |
| 11    | Basti                                 | Running                       | 31     | 11    |
| 12    | Francesco Monte                       | Mi ricordo di te (Adrenalina) | 35     | 5     |
| 13    | Kurt Cassar                           | Tears of Gold                 | 30     | 16    |
| 14    | Valerio Scanu                         | Io credo                      | 31     | 11    |
| 15    | MeriCler                              | Tiramisù                      | 33     | 9     |
| 16    | Burak Yeter ft. Alessandro Coli       | More Than You                 | 40     | 2     |
| 17    | Camille Cabaltera                     | Move 'Em Like You Never Did   | 34     | 7     |
| 18    | Fabry & Labiuse ft. Miodio            | Blu                           | 31     | 11    |

## Eurovision
Le Concours Eurovision de la chanson comprend deux demi-finales et la grande finale. À l'exception du pays hôte et du Big Five (France, Allemagne, Italie, Espagne et Royaume-Uni), les dix pays ayant obtenu le plus de points lors d'une demi-finale sont qualifiés pour la finale.
Le tirage au sort place la chanson saint-marinaise dans la deuxième demi-finale le 12 mai 2022.
La chanson est la septième de la soirée, suivant I Am What I Am interprétée par Emma Muscat pour Malte et précédant Not the Same interprétée par Sheldon Riley pour l'Australie.
Achille Lauro se présente avec un chapeau de cow-boy, des sleeves, un boa et du maquillage noirs et pailletés, une combinaison de dentelle noire et transparente, accompagné de deux guitaristes, un claviériste-guitariste, d'un bassiste et d'une batteuse, sur un fond enflammé. Au milieu de sa performance, il embrasse un guitariste sur la bouche. À la fin, il chante sur un taureau mécanique de rodéo couvert de molleton pourpre.
Saint-Marin ne se qualifie pas pour la finale. Elle obtient la quatorzième place sur dix-huit participants avec 50 points.

### Points attribués à Saint-Marin
| Score     | Télévote                | Jury                 |
| --------- | ----------------------- | -------------------- |
| 12 points |                         | Belgique             |
| 10 points |                         |                      |
| 8 points  | Malte                   |                      |
| 7 points  |                         |                      |
| 6 points  |                         |                      |
| 5 points  | Australie               | Finlande             |
| 4 points  | - Finlande - Pologne    |                      |
| 3 points  | - Espagne - Royaume-Uni |                      |
| 2 points  | Roumanie                | - Pologne - Roumanie |
| 1 point   |                         |                      |